# Marina Frost

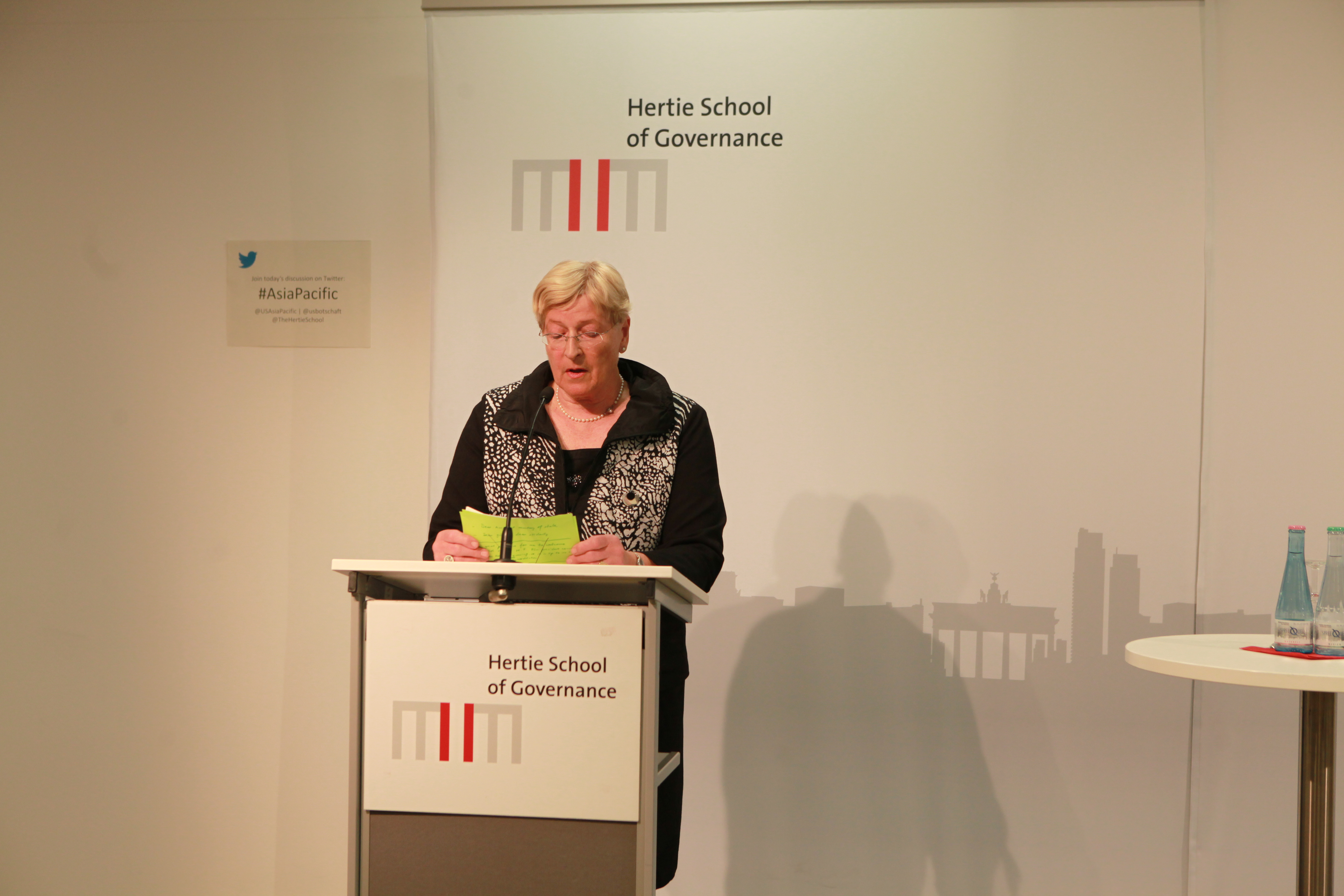
Marina Frost

Marina Frost (* 5. Januar 1950 in Marne (Holstein)) ist eine deutsche Verwaltungsjuristin und ehemalige Vizepräsidentin der Humboldt-Universität zu Berlin.
Das Studium der Rechts- und Staatswissenschaften in Göttingen, Marburg, Freiburg und Kiel schloss Marina Frost 1973 mit der ersten, 1975 mit der zweiten Staatsprüfung ab. Im Anschluss daran war sie als Richterin an verschiedenen Amtsgerichten tätig, bevor sie 1978 als Wissenschaftliche Assistentin an die Universität Kiel ging, wo sie 1980 promoviert wurde. Von 1980 bis 1992 arbeitete Frost am Klinikum der Universität Kiel als Personaldezernentin, Justiziarin und Forschungsdezernentin. Zwischen 1992 und 1997 war sie Kanzlerin der Universität Hildesheim, 1997 wechselte sie an die Universität Göttingen als Kanzlerin, dort wurde sie 2002 zur Vizepräsidentin gewählt. 2004 ging Frost als Kanzlerin zur Universität Heidelberg. Im Juli 2011 wurde sie zur Vizepräsidentin für Haushalt der Humboldt-Universität zu Berlin gewählt und trat das Amt am 1. Januar 2012 in der Nachfolge von Frank Eveslage an. Zum 30. Juni 2014 trat sie aus gesundheitlichen Gründen vorzeitig von diesem Amt zurück. Am 1. März 2016 wurde sie administrative Geschäftsführerin der Hertie School of Governance.
Frost ist Vorsitzende des Bundesarbeitskreises Dienst- und Tarifrecht der deutschen Universitätskanzler. Ihre Arbeitsschwerpunkte sind die Optimierung von Verwaltungsprozessen sowie die Autonomie und Deregulierung in Personalangelegenheiten.